# Sauret-Besserve
Sauret-Besserve är en kommun i departementet Puy-de-Dôme i regionen Auvergne-Rhône-Alpes i centrala Frankrike. Kommunen ligger i kantonen Saint-Gervais-d'Auvergne som tillhör arrondissementet Riom. År 2022 hade Sauret-Besserve 165 invånare.

## Befolkningsutveckling
Antalet invånare i kommunen Sauret-Besserve
| Referens: INSEE |